# Dimetilamin-korinoid protein Co-metiltransferaza
Dimetilamin-korinoid protein -metiltransferaza (EC 2.1.1.249, mtbB (gen), dimetilaminska metiltransferaza) je enzim sa sistematskim imenom dimetilamin:5-hidroksibenzimidazolilkobamid Co-metiltransferaza. Ovaj enzim katalizuje sledeću hemijsku reakciju
dimetilamin + [Co(I) dimetilamin-specifični korinoidni protein] {\displaystyle \rightleftharpoons } [metil-Co(III) dimetilamin-specifični korinoidni protein] + metilamin
Enzim, koji katalizuje transfer metil grupe sa dimetilamina na dimetilamin-specifični korinoidni protein (MtbC), učestvuje u metanogenezi. Ovaj enzim sadrži neobičnu aminokiselinu pirolizin.

## Literatura
- Nicholas C. Price; Lewis Stevens (1999). Fundamentals of Enzymology: The Cell and Molecular Biology of Catalytic Proteins (Third изд.). USA: Oxford University Press. ISBN 019850229X.
- Eric J. Toone (2006). Advances in Enzymology and Related Areas of Molecular Biology, Protein Evolution (Volume 75 изд.). Wiley-Interscience. ISBN 0471205036.
- Branden C; Tooze J. Introduction to Protein Structure. New York, NY: Garland Publishing. ISBN 0-8153-2305-0.
- Irwin H. Segel. Enzyme Kinetics: Behavior and Analysis of Rapid Equilibrium and Steady-State Enzyme Systems (Book 44 изд.). Wiley Classics Library. ISBN 0471303097.

## Spoljašnje veze
- Dimethylamine---corrinoid+protein+Co-methyltransferase на 